# Chiloschista
Chiloschista ist eine Pflanzengattung innerhalb der Familie der Orchideen (Orchidaceae). 

## Beschreibung

### Vegetative Merkmale
Chiloschista-Arten zeichnen sich durch ihren meist völlig laubblattlosen Habitus aus, vergleichbar mit den Gattungen Taeniophyllum und Microcoelia. Sie wachsen als Epiphyten mit einer stark verkürzten Sprossachse, die nur von bräunlichen Schuppenblättchen besetzt ist.

### Generative Merkmale
Meist erscheint einer, selten zwei, Blütenstände aus dem Wurzelbüschel. Der Blütenstand kann aufrecht, überhängend oder herabhängend wachsen und trägt einige wenige bis viele Blüten, die auch duften können. Die meisten Arten blühen mit gelber Grundfarbe, einige wenige weiß bis weiß-rosa. Häufig weisen die Blüten eine Zeichnung durch braun-rötliche Punkte auf.
Die Früchte sind lang bananenförmig.

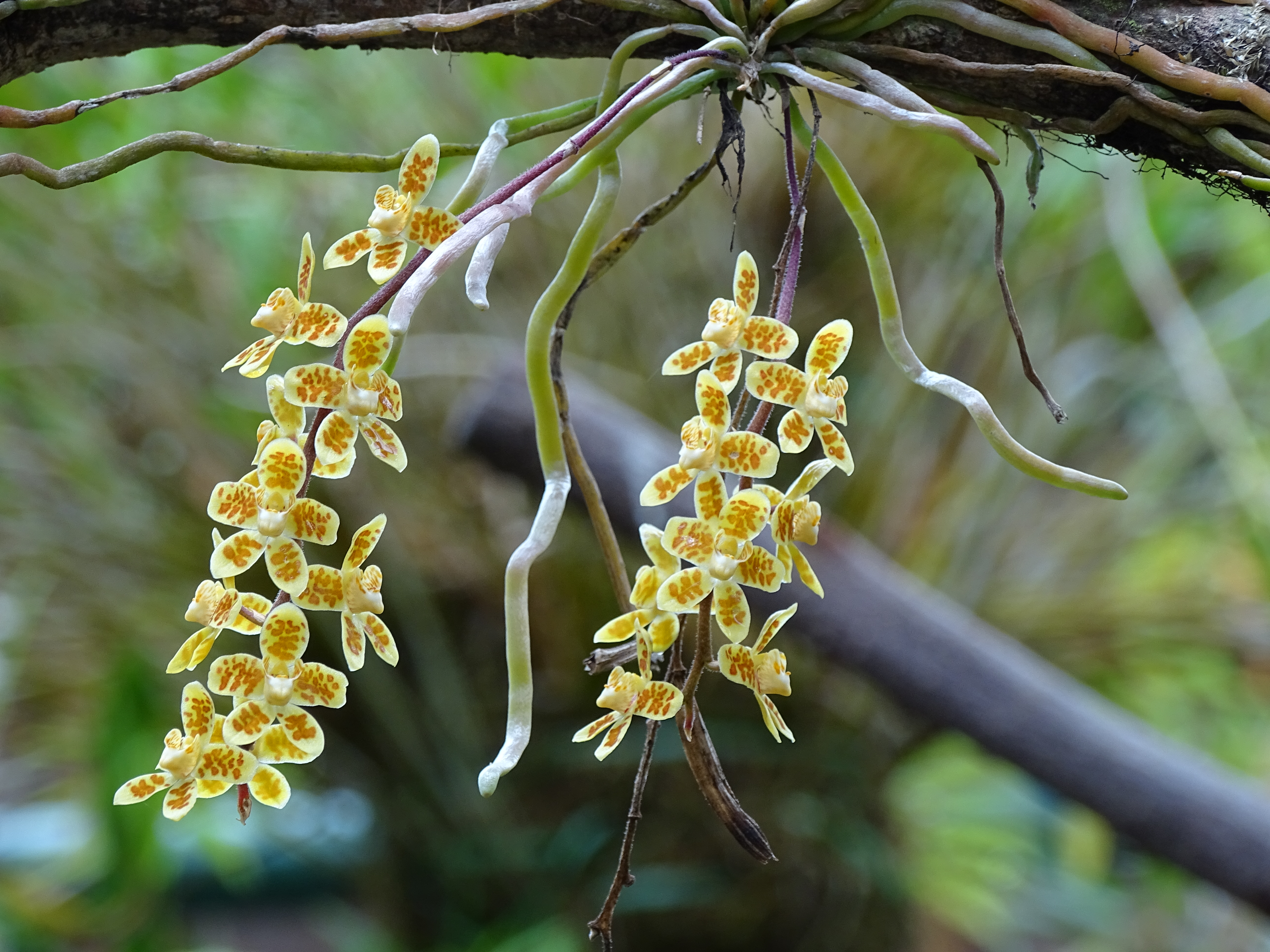
Chiloschista himalaica am Naturstandort in Bhutan

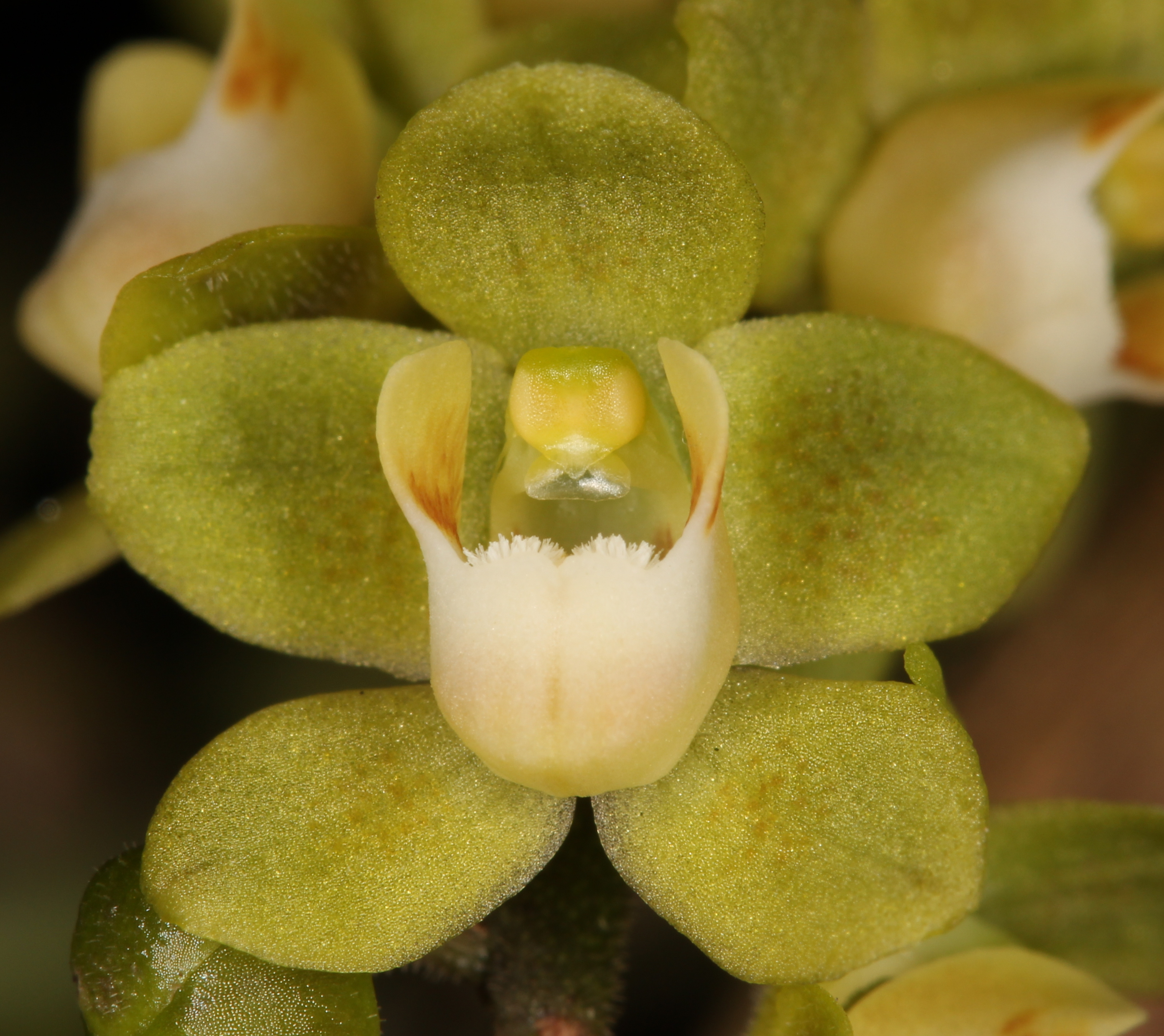
Chiloschista lindstroemii

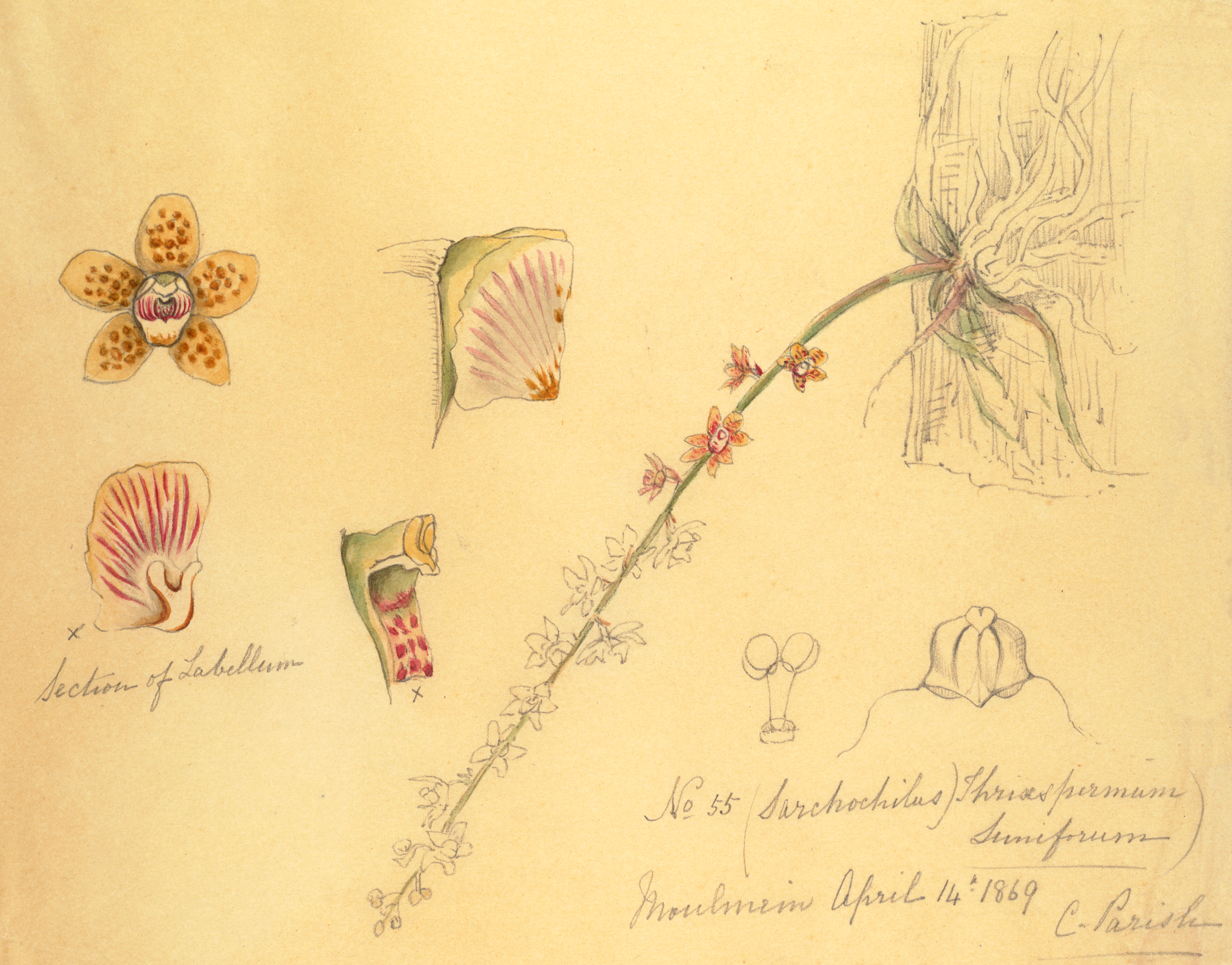
Typuszeichnung von Chiloschista parishii von C. Parish

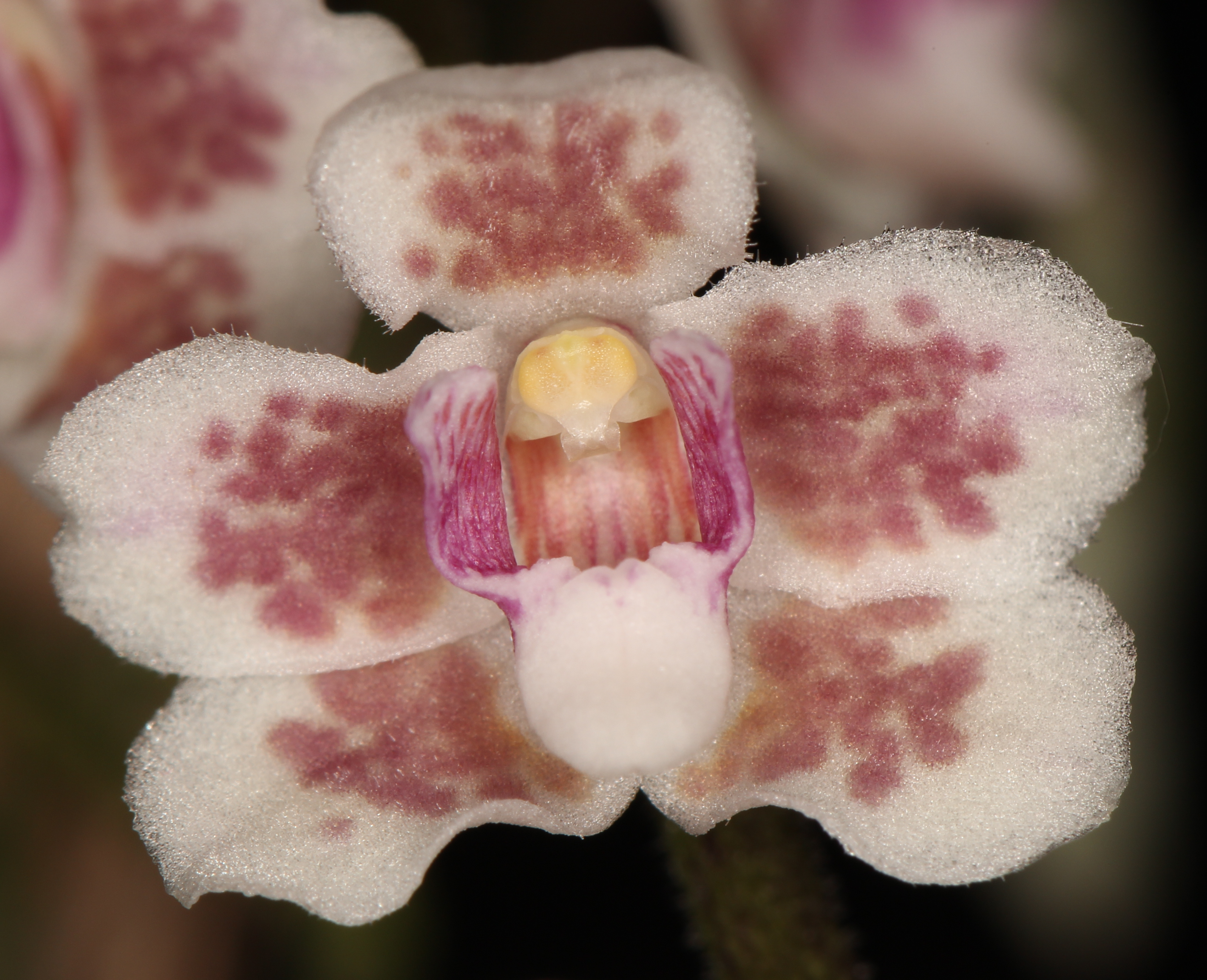
Chiloschista shanica, eine 2023 aus Myanmar erstbeschriebene Art

## Systematik und Verbreitung

### Taxonomie
Die Gattung Chiloschista wurde 1832 durch John Lindley in Edwards's botanical register, Band 18, Tafel 1522 auf Basis von Epidendrum usneoides D.Don aufgestellt. Der Gattungsname Chiloschista leitet sich vom griechischen Wort σχιστὀς gespalten und χεῖλος Lippe ab; zusammengesetzt bedeutet es etwa „tief geteilte Lippe“.

### Arten und ihre Verbreitung
Das Verbreitungsgebiet der Gattung Chiloschista umfasst einen großen Teil der subtropischen bis tropischen Gebiete Asiens. Es erstreckt sich von Sri Lanka bis zu den Palau-Inseln östlich der Philippinen.
Im 21. Jahrhundert wurden etwa zehn Arten erstbeschrieben.
Es gibt seit 2023 etwa 30 Arten (Stand 2024):
- Chiloschista bhutanensis Ghalley & Dalström: Sie wurde 2022 aus Bhutan erstbeschrieben.[1]
- Chiloschista confusa M.J.Mathew, J.Mathew, P.M.Salim & Szlach.: Sie wurde 2021 aus den indischen Bundesstaaten Kerala sowie Karnataka erstbeschrieben.[1]
- Chiloschista densiflora Gyeltshen, C.Gyeltshen & Dalström: Sie wurde 2020 von Bhutan bis Tibet erstbeschrieben.[1]
- Chiloschista extinctoriformis Seidenf.: Sie kommt in Thailand vor.[1]
- Chiloschista exuperei (Guillaumin) Garay: Sie kommt im südlichen Yunnan über Indochina bis Malaysia (nur Perlis) vor.[1]
- Chiloschista fasciata (F.Muell.) Seidenf. & Ormerod: Sie kommt im südlichen Indien und in Sri Lanka vor.[1]
- Chiloschista gelephuensis C.Gyeltshen & Dalström: Sie wurde 2019 aus Bhutan erstbeschrieben.[1]
- Chiloschista glabrisepala Vuong, Aver. & V.S.Dang: Sie wurde 2022 aus Vietnam erstbeschrieben.[1]
- Chiloschista glandulosa Blatt. & McCann: Sie kommt nur im westlichen Indien vor.[1]
- Chiloschista guangdongensis Z.H.Tsi: Sie gedeiht in immergrünen Lorbeerwäldern nur im nördlichen Guangdong.[2]
- Chiloschista himalaica Tobgay, C.Gyeltshen & Dalström: Sie wurde 2020 aus Bhutan erstbeschrieben.[1]
- Chiloschista javanica Schltr.: Dieser Endemit kommt nur auf Java vor.[1]
- Chiloschista lindstroemii Dalström & Kolan.: Sie kommt in Thailand vor.[1]
- Chiloschista loheri Schltr.: Dieser Endemit kommt nur auf Palau vor.[1]
- Chiloschista lunifera (Rchb. f.) J.J.Sm.: Sie kommt vom Himalaja, beispielsweise Sikkim sowie Nepal,[3] bis Indochina vor.[1]
- Chiloschista parishii Seidenf.: Sie kommt von Nepal[3] bis Indochina vor.[1]
- Chiloschista phyllorhiza (F.Muell.) Schltr.: Sie kommt in Java und im nördlichen Australien vor.[1]
- Chiloschista pulchella Aver. & K.S.Nguyen: Sie wurde 2018 aus Laos erstbeschrieben.[1]
- Chiloschista quangdangii Vuong & Aver.: Sie wurde 2023 aus Vietnam erstbeschrieben.[1]
- Chiloschista ramifera Seidenf.: Sie kommt in Thailand vor.[1]
- Chiloschista rodriguezii Cavestro & Ormerod: Sie wurde 2005 aus Thailand erstbeschrieben.[1]
- Chiloschista segawae (Masam.) Masam. & Fukuy.: Sie gedeiht in Höhenlagen von 700 bis 1000 Metern nur im südlichen Taiwan vor.[1][2]
- Chiloschista shanica Wojtas, C.Bandara & Kumar: Sie wurde 2023 aus dem nördlichen Myanmar erstbeschrieben.[1]
- Chiloschista sweelimii Holttum: Sie kommt in Vietnam und auf der Malaiischen Halbinsel vor.[1]
- Chiloschista taeniophyllum (J.J.Sm.) Schltr.: Dieser Endemit kommt nur auf der Molukkeninsel Ambon vor.[1]
- Chiloschista treubii (J.J.Sm.) Schltr.: Sie kommt von der Molukkeninsel Seram bis Neuguinea vor.[1]
- Chiloschista trudelii Seidenf.: Sie kommt in Indochina vor.[1]
- Chiloschista usneoides (D.Don) Lindl.: Sie kommt vom Himalaja, beispielsweise Bhutan sowie Nepal,[3] bis Myanmar vor.[1]
- Chiloschista viridiflava Seidenf.: Sie kommt in Nepal und in Thailand vor.[1]
- Chiloschista yunnanensis Schltr.: Sie gedeiht in Höhenlagen von 700 bis 2000 Metern in den chinesischen Provinzen westliches Sichuan sowie südliches bis südwestliches Yunnan.[2]